# Бочаров, Станислав Дмитриевич
Станислав Дмитриевич Бочаров (родился 20 июня 1991 года, Хабаровск, СССР) — российский хоккеист, левый нападающий.

## Клубная карьера
Станислав Бочаров начал свою карьеру в хабаровском «Амуре», оттуда в 2006 году перешёл в «Ак Барс». В казанском клубе он до 2009 года играл в молодёжном составе. В КХЛ дебютировал в сезоне 2008/2009. Также играл за команду «Нефтяник» из Альметьевска в Высшей лиге и «Барс» в Молодёжной хоккейной лиге.
В 2011 году был обменян в «Югру» на выбор в третьем раунде драфта юниоров КХЛ 2012 года.
Участник Кубка Вызова МХЛ 2010 и 2011.
Лучший новичок месяца в КХЛ (Январь, 2012 года).
Не выступал за «Югру» в сезоне 2013/14; команда его отправил в «Ладу» по договору о сотрудничестве между командами. Отыграл 6 матчей за «Ладу». В октябре 2013 году был обменян в «Ак Барс» но не удалось ему выступать за команду. Сыграл за аффилированный клуб Высшей Хоккейной Лиги «Нефтяник». 6 январе 2014 года «Ак Барс» обменял Бочарова в Владивостокский «Адмирал» на выбор в третьем раунде Драфта КХЛ 2014 года.
30 мая 2014 года Бочаров подписал двухлетний контракт с «Ладой».

## Статистика
| Легенда | Легенда                    | Легенда | Легенда                   | Легенда | Легенда    |
| ------- | -------------------------- | ------- | ------------------------- | ------- | ---------- |
| И       | Количество проведённых игр | Штр     | Штрафное время            | +/−     | Плюс-минус |
| Г       | Голы                       | П       | Голевые передачи          | О       | Очки       |
| -       | Статистика неизвестна      | —       | Статистика не учитывалась |         |            |

### Клубная карьера
- a В этом сезоне в «Плей-офф» учитывается статистика игрока в Кубке Надежды.